# Alfred Werner
Alfred Werner (1866-1919) fou un químic francès de nacionalitat suïssa reconegut com el fundador de la Química de coordinació, raó per la qual obtingué el Premi Nobel de Química el 1913.

## Biografia
Va néixer el 12 de desembre de 1866 a Mulhouse una ciutat d'Alsàcia que en aquell moment pertanyia a França, però que el 1871 passà a formar part d'Alemanya arran de la Guerra francoprussiana fins al 1918, en acabar la Primera guerra mundial, que retornà a la sobirania francesa. De llengua materna francesa, reconeixent la potència i lideratge de la ciència alemanya, els seus vincles i simpaties polítiques foren sempre a favor d'una Alsàcia sota administració francesa. Feu els estudis primaris i secundaris en una escola religiosa local i posteriorment de 1878 a 1885 anà l'escola professional tècnica, on començà a estudiar química. Mentre feia el servei militar a l'exèrcit alemany, durant el curs 1885-86 assistí a les classes de química orgànica que donava Engler a l'Escola Tècnica de Karlsruhe, a continuació entrà al Politècnic de Zuric – actual ETH (Eidgenössische Technische Hochscule)– on estudià amb Artur Hantzsch, Georg Lunge, Heinrich Goldschmidt, entre d'altres. L'octubre de 1889 obtingué el doctorat, sota la direcció de Hantzsch, amb una tesi on s'ampliava la idea del carboni tetraèdric a l'àtom de nitrogen, s'explicaven diversos caso d'isomerisme en els derivats del nitrogen trivalent i es posava, de fet, les bases de la moderna estereoquímica del nitrogen.
Els dos anys següents amb l'objecte d'obtenir la venia docent es posa a treballar sobre el tema de l'afinitat química i la idea de valència i gosa qüestionar el gran patriarca Kekulé en proposar canviar el concepte rígid de valència constant per un de més flexible on es considera la valència com una força atractiva que emana del centre de l'àtom i actua per igual en totes les direccions. Encara que aquest article conté les llavors de la seva teoria de la coordinació – valència primària i secundària –tracta només de compostos orgànics; fou publicat en una revista poc coneguda i restà desconegut fins que Werner l'explicà al seu llibre de 1904, sobre l'estereoquímica. L'hivern de 1892, fa una estada al Collège de France, amb Marcellin Berthelot, i treballa en temes de termoquímica. S'incorpora al Politècnic de Zuric però no s'hi està gaire temps perquè la tardor de 1893 se'n va a la Universitat de Zuric, primer com a Professor associat i després, el 1895 i amb només 29 anys, com a catedràtic – moment en què agafa la nacionalitat suïssa – on hi romandrà fins al seu traspàs el 1919. La contractació per la Universitat de Zuric fou conseqüència d'un article recent que ja contenia les bases de la seva, aleshores controvertida, teoria de la coordinació. Durant la pròxima dècada l'interès de Werner es dividí entre la química orgànica i la inorgànica, de fet la Universitat de Zuric l'havia contractat per ensenyar química orgànica i no fou fins al curs 1902-03 que començà a impartir també química inorgànica. Encara que una quarta part de les quasi 200 publicacions s'ocupen de temes d'orgànica, no hi ha cap dubte que la fama de Werner prové de les seves aportacions inorgàniques. De tota manera, Werner és més conegut pels seus llibres que no pas pels articles, molt en especial el segon de Química inorgànica que publicà el 1905, que veié cinc edicions i fou traduït a diversos idiomes. Werner fou molt reconegut en vida i rebé moltes invitacions a ensenyar a diferent universitats europees i americanes, i honors de tota classe, en particular el 1913 fou guardonat amb el Premi Nobel. Morí relativament jove, als 53 anys, víctima d'una dolorosa malaltia degenerativa que l'havia començat a afectar uns quants anys abans i que li impedí donar classes a partir de 1915.

## Teoria de la coordinació
Els treballs que el portaren a proposar la Teoria de la Coordinació s'iniciaren en uns estudis sobre compostos de metalls amb amoníac i amines. Aquest interès arrenca dels anomenats compostos moleculars que el portaren a qüestionar la idea de valència constant que de manera obstinada defensava Kekulé. La constància de la valència d'un element era una qüestió que s'arrossegava des de feia molt de temps, de fet des del primer moment, quan el 1852 Frankland introduí el nou concepte de valència. El mateix Frankland sostingué des del primer moment que la valència d'un element no era constant, el N, per exemple, tenia la 3 i la 5. Aquesta opinió xocà frontalment amb la de Kekulé, l'altre gran creador i desenvolupador de la idea de valència, que sostenia que era invariable per a un element determinat, controvèrsia que generà unes de les discussions més agres de la història de la química. De fet aquests compostos moleculars era un recurs que Kekulé s'havia inventat per mantenir la invariabilitat de la valència, atesa la dificultat d'explicar l'estabilitat, per exemple, del clorur amònic (NH₄Cl) i del pentaclorur de fòsfor (PCl₅), ja que segons Kekulé tant el N com el P només tenien valència tres. Aquesta situació el portà a proposar una divisió artificial en uns “compostos moleculars”, per diferenciar-los dels "compostos de valència" – que complien al peu de la lletra la seva suposició i tenien saturada la valència de l'element– i els formulava com NH₃•HCl i PCl₃•Cl₂, respectivament. Òbviament, no hi havia manera d'explicar com es mantenien enllaçats els diferents “compostos de valència” que formaven un “compost molecular”. Entre els exemples de compostos moleculars, ara derivats de metalls, que primer cridaren l'atenció de Werner, hi havia el H₂PtCl₆ format per reacció entre el PtCl₄ i el HCl. Werner observà, també, que moltes sals d'elements de transició com el Co, Cr, Pt, Ir, entre d'altres, es combinaven amb amoníac formant uns nous compostos que rebien el nom “d'ammines metàl·liques” – clarament diferents dels que contenien grups NH₂– sovint molt estables.
Molt en particular se centrà de manera detallada en els diferents derivats que s'obtenien per reacció del CoCl₃ i l'amoníac, que responien a la fórmula general CoCl₃•nNH₃. Aquests “composts moleculars” eren ja ben coneguts des de feia bastant temps (Taula 1), i s'anomenaven segons el color.

Taula 1. Compostos moleculars coneguts en temps de Werner
| Compost molecular | Color  | Nom                   | Fórmula actual        |
| ----------------- | ------ | --------------------- | --------------------- |
| CoCl₃·6NH₃        | groc   | Clorur lutiocobàltic  | [Co(NH₃)₆]Cl₃         |
| CoCl₃·5NH₃        | porpra | Clorur porpracobàltic | [CoCl(NH₃)₅]Cl₂       |
| CoCl₃·4NH₃        | verd   | Clorur praseocobàltic | trans-[CoCl₂(NH₃)₄]Cl |
| CoCl₃·4NH₃        | violat | Clorur violeocobàltic | cis-[CoCl₂(NH₃)₄]Cl   |

Els primers intents d'interpretació d'aquests compostos foren deguts a Christian Blomstrand (1826-1897) i Sophus Mads Jørgensen (1837-1914), que a la dècada del 1890 elaboraren un model conegut com a Teoria de les cadenes, pel seu origen clarament orgànic. En el cas dels derivats de CoCl₃ i l'amoníac, com el Co manté la valència 3, suposaven que les molècules de NH₃, s'unien entre elles formant cadenes com les dels grups –CH₂– en els hidrocarburs. D'acord amb aquest model, els 3 clorurs que no estan units directament al Co reaccionen i precipiten fàcilment en forma de AgCl, en afegir-hi una sal del catió Ag+ i el CoCl₃•6NH₃, es representa segons (I) de la Figura 1.

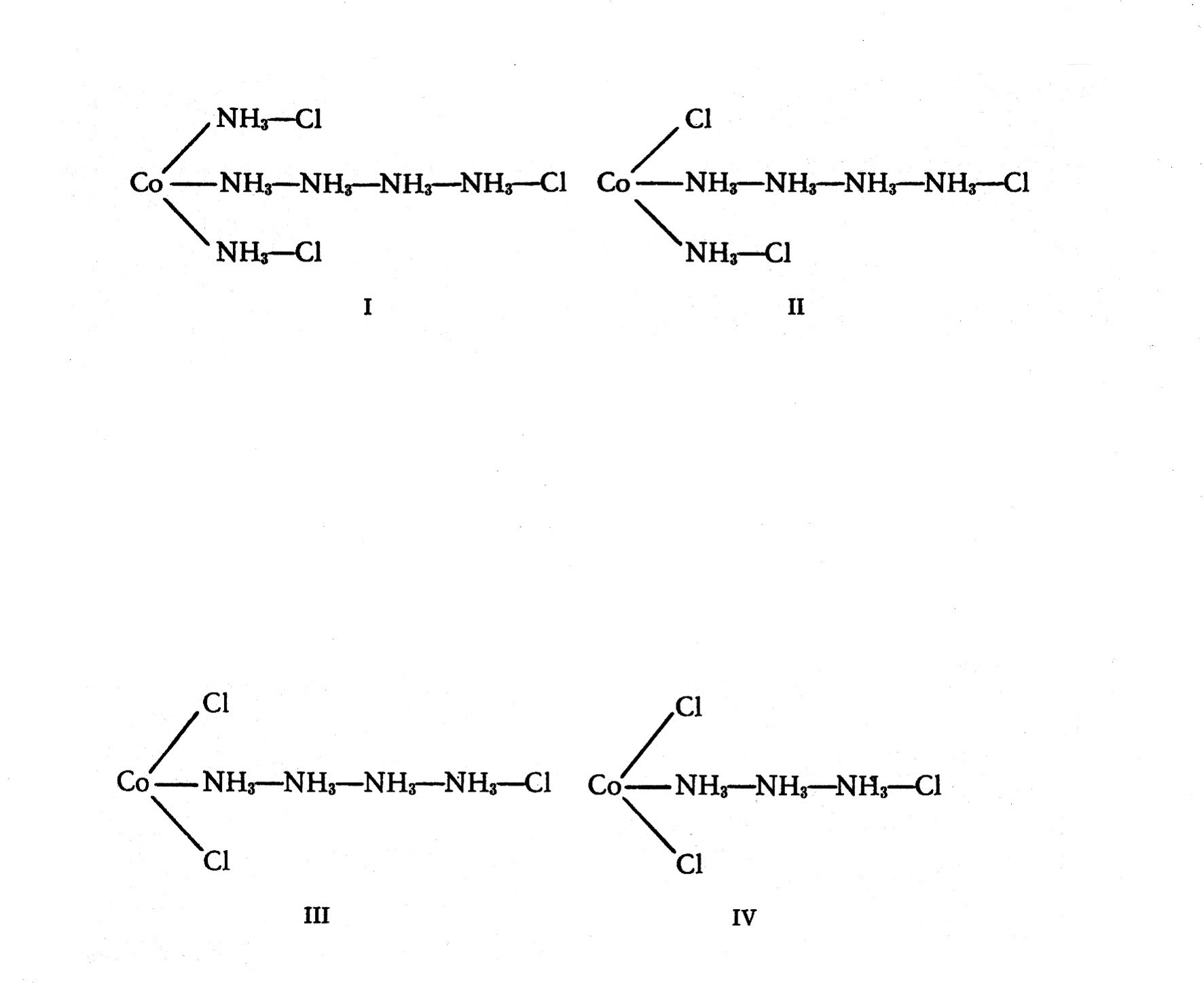
Figura 1.Cadenes de Blomstrand i Jorgensen

 En canvi el compost CoCl₃•5NH₃, que es pot representar segons (II), en tenir un Cl unit al Co, només precipitaran 2 AgCl, en fer la reacció amb Ag+; de manera anàloga, el CoCl₃•4NH₃, es representa per (III), i tindrà només un clorur ionitzable, que precipita amb Ag+. A la seva teoria de la coordinació del 1883, Werner feu la proposta revolucionària, segons la qual els elements tenien dos tipus de valència, en introduir la idea del nombre de coordinació. La Teoria de la coordinació de Werner pot expressar-se en tres idees bàsiques o principis que poden concretar-se de la manera següent: (i) els elements tenen dos tipus de valències anomenades, primària i secundària (ii) els elements han de satisfer els dos tipus de valència. (iii) les valències secundàries estan dirigides en posicions fixes a l'espai. La valència primària, que correspon al nombre d'oxidació actual, només pot ser compensada per anions. La secundària pot saturar-se amb grups o molècules neutres o negatius i en estar dirigides al voltant de l'àtom central en unes determinades direccions, formant la denominada esfera de coordinació, en determinen la geometria o estereoquímica del compost; equival a l'actual nombre de coordinació. Les geometries més freqüents són l'octaèdrica per al nombre de coordinació 6, i la tetraèdrica o plano-quadrada per al nombre de coordinació 4. Se suposa que en aquests compostos a l'àtom central, Co, Pt, etc., té enllaçats, de fet en diu coordinats, mitjançant les valències secundàries, les molècules o anions, formant una agrupació, que rep el nom de compost de coordinació i que té existència real. Werner introduí els conceptes i terminologia que encara s'empren avui dia en el camp de la Química de Coordinació. Com és ben sabut, ara es defineix un compost de coordinació o complex com l'entitat constituïda per un àtom central, generalment un element de transició, voltat per anions o molècules anomenats lligands; els àtoms dels lligands que s'uneixen al metall central s'anomenen àtoms coordinadors i el nombre total d'àtoms coordinadors és anomenat nombre de coordinació.

La interpretació que feu Werner de les ammines de cobalt, pot resumir-se així: el primer membre de la sèrie de composició CoCl₃•6NH₃, la valència primària o estat d'oxidació del Co que és 3, està compensada pels tres clorurs i les 6 molècules d'amoníac (lligands), situades a l'esfera de coordinació, saturen la valència secundària (nombre de coordinació), que és 6; amb la nomenclatura actual, [Co(NH₃)₆]Cl₃. En ser els 3 clorurs ionitzables precipitaran, com a AgCl, en afegir-hi una sal de Ag+. Era costum representar les valències primàries per línies de punts i les secundàries per línies contínues, tal com s'indica a I de la Figura 2.

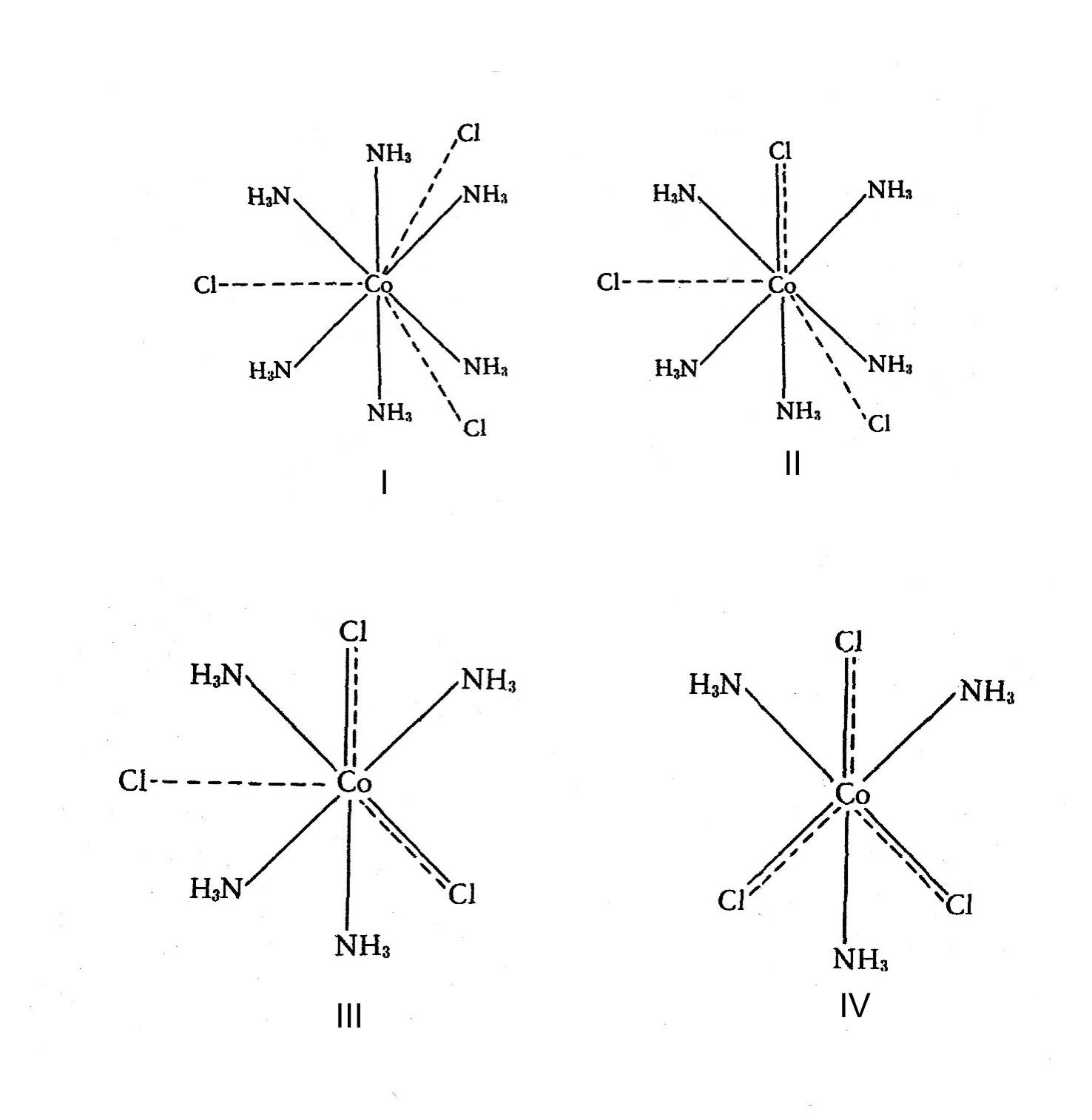
Figura 2.Estructures de Werner per als complexos CoCl₃·nNH₃

 De manera anàloga, II i III, representen [CoCl(NH₃)₅]Cl₂ i [CoCl₂(NH₃)₄]Cl, respectivament; que tenen 2 i 1 clorur ionitzables. La posterior preparació del CoCl₃•3NH₃, representat per IV, confirmà la teoria en no tenir cap clorur ionitzable, [CoCl₃(NH₃)₃]. El nombre de clorurs ionitzables en els compostos de coordinació fou confirmat per Werner per les corresponents mesures de conductivitat. El tercer punt de la teoria tracta específicament de l'estereoquímica dels compostos de coordinació; la determinació de l'estructura octaèdrica dels compostos hexacoordinats, feta a partir del nombre d'isòmers fou un dels èxits més contundents de les propostes de Werner. Se suposa que en un compost hexacoordinat, els sis lligands ocupen posicions equivalents i, per tant, les tres estructures més probables són la plano-hexagonal, el prisma trigonal i l'octaèdrica Figura-3.

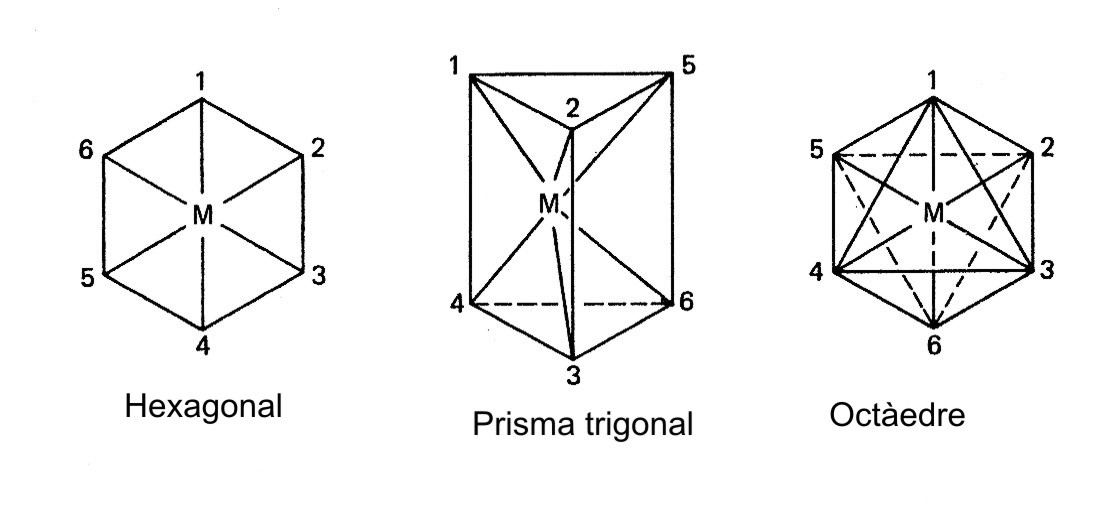
Figura 3. possibles geometries per a compostsos hexacoordinats

 En comparar el nombre d'isòmers obtinguts per a compostos de diferent naturalesa, es pot proposar la geometria octaèdrica, en descartar les altres dues. Com s'observa a la Taula 2, el dos isòmers possibles per a un compost MA₃B₃, només els pot donar l'estructura octaèdrica.
Taula 2. Nombre d'isòmers coneguts i predits
| Compost | Isòmers coneguts | Plana                   | Prisma trig.            | Octaèdrica                |
| ------- | ---------------- | ----------------------- | ----------------------- | ------------------------- |
| MA₆     | 1                | 1                       | 1                       | 1                         |
| MA₅B    | 1                | 1                       | 1                       | 1                         |
| MA₄B₂   | 2                | 3 (1,2; 1,3; 1,4)*      | 3 (1,2; 1,3; 1,4)       | 2 (1,2: cis; 1,6: trans)  |
| MA₃B₃   | 2                | 3 (1,2,3; 1,2,4; 1,3,5) | 3 (1,2,3; 1,2,5; 1,2,6) | 2(1,2,3: fac; 1,2,6: mer) |

- Els números indiquen les posicions dels lligands B

Aquests resultats estan basats en proves negatives, i sempre es pot argumentar que el fet de no haver-se preparat un tercer isòmer no assegura que no existeixi, sinó que simplement sigui poc estable o difícil d'obtenir. Calien doncs, proves més positives i més irrefutables. Aquestes proves arribaren vint anys després, quan Werner fou capaç de preparar els dos isòmers trans- i cis-[CoCl₂(en)₂]Cl, i molt en especial de resoldre l'isòmer cis- que és òpticament actiu. Aquests compostos, a diferència dels comentats fins ara contenen un lligand– l'etilendiamina, NH₂CH₂CH₂NH₂ (en)– que conté dos àtoms coordinadors (els dos N) i per això rep el nom de didentat (Figura 4).

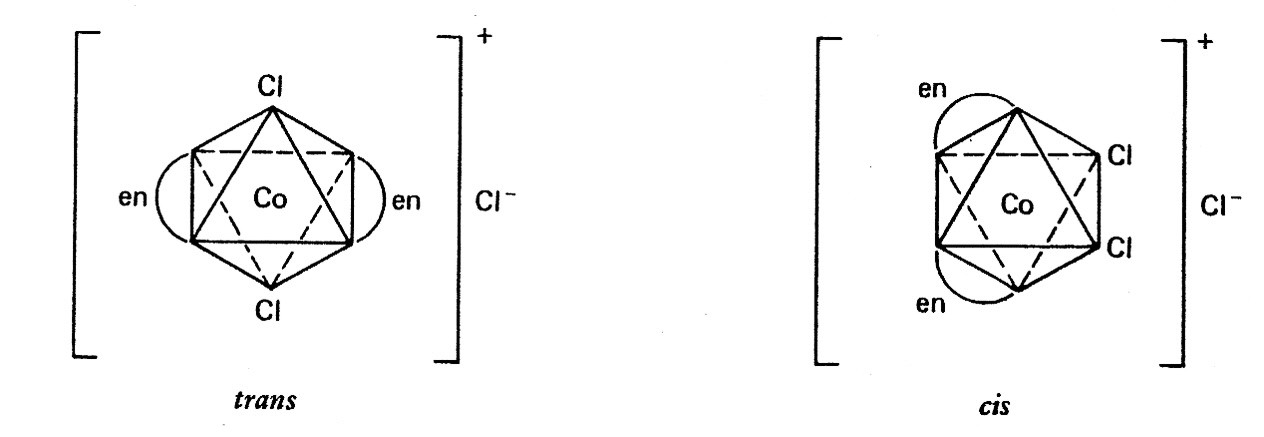
Figura 4. cis- i trans-[CoCl₂(en)₂]^{+}

La resolució de l'isòmer cis- òpticament actiu en els seus dos enantiòmers (Figura 5) no només permeté a Werner confirmà sense cap dubte l'estructura octaèdrica dels compostos de coordinació hexacoordinats, sinó que demostrava per primera vegada que l'activitat òptica és un fenomen sinó que demostrava per primera vegada que l'activitat òptica és un fenomen general de la química i no està limitada als compostos orgànics.

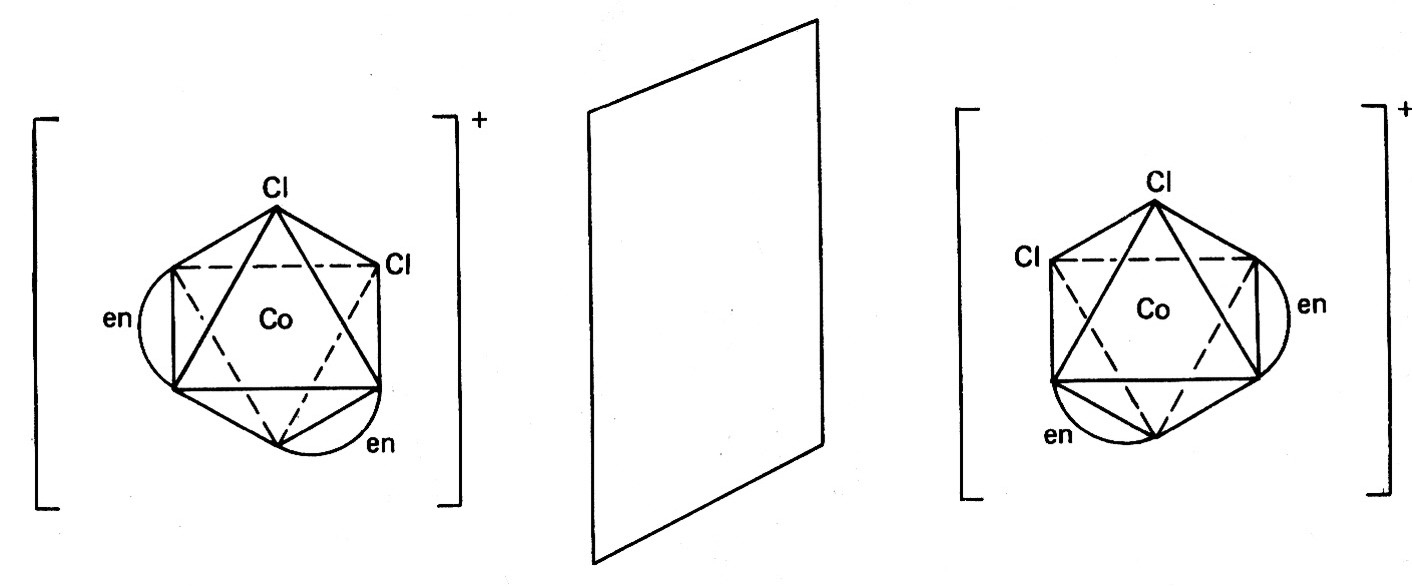
Figura 5. Enàntiòmers de cis-[CoCl₂(en)₂]^{+}

Aquestes aportacions sobre la quiralitat de compostos inorgànics foren decisives a l'hora de concedir-li el Premi Nobel l'any 1913, tal com es reflecteix al comunicat de l'Acadèmia sueca: “en reconeixement del seu treball sobre els enllaços en àtoms i molècules, que ha aportat nova llum a problemes vells i ha obert nous camps de recerca, particularment a la Química inorgànica”. Es pot dir que les idees de Werner són la base i el fonament del desenvolupament de la química inorgànica, ja que trenquen amb les teories i models estructurals basats en els compostos orgànics i aplana el camí a les teories electròniques de la valència.